# Saunders-Roe Saro P.192
Die  Saunders-Roe Saro P.192 war der Entwurf eines Flugboots des britischen Herstellers Saunders-Roe (Saro).

## Geschichte
Major Dundas Heenan, Chefingenieur des Beratungsbüros Heenan, Winn & Steel, der in den späten 1940er und Anfang der 1950er Jahre für einige unorthodoxe Entwürfe (z. B. die Planet Satellite, ein viersitziges Leichtflugzeug), verantwortlich zeichnete, trat Anfang der 1950er Jahre im Auftrag der P&O-Reederei an Saunders-Roe mit dem Vorschlag heran, ein Flugboot zu bauen, das mindestens 1000 Passagiere zwischen Großbritannien und Australien befördern kann.
Der Komfort sollte mit dem eines Ozeandampfers vergleichbar sein und die Kosten nicht mehr als sieben Pence pro Passagierkilometer betragen.
Saunders-Roe hatte bereits wenige Jahre vorher das damals größte Flugboot der Welt, die Princess, gebaut und erschien deshalb für diese Aufgabe besonders geeignet.

## Konstruktion
Der Flugbootrumpf sollte fünf Decks umfassen und die Passagiere in sechssitzigen Abteilen mit in Betten verwandelbaren Sitzen untergebracht werden. Die Motorgondeln waren von innen zugänglich geplant, um Triebwerksreparaturen auch im Flug durchführen zu können. Selbst der Ausfall von sechs Triebwerken sollte die Reisegeschwindigkeit nur um 14 % sinken lassen.
Die zwölf Triebwerke in jeder Tragfläche waren weit oberhalb der Wasseroberfläche angeordnet, um sie vor Spritzwasser zu schützen. Außerdem sollte die Luftzuführung durch Einlässe auf der Oberseite der Tragflächen erfolgen, solange das Flugboot sich im Wasser befand. Im Flug sollten dann die „normalen“ Lufteinläufe in der Tragflächenvorderkante geöffnet werden.
Der Flugplan nach Australien sah so aus: Start in Southampton, erste Zwischenlandung in Ägypten, weiter über Karatschi, Kalkutta, Singapur und Darwin nach Sydney in 45 Stunden. Der Rückflug würde 48 Stunden in Anspruch nehmen und die ganze Reise sollte nur 60 Pfund kosten.

## Technische Daten (errechnet oder geschätzt)
| Kenngröße            | Daten                                                                                    |
| -------------------- | ---------------------------------------------------------------------------------------- |
| Besatzung            | sieben Crewmitglieder und 40 Kabinenstewards                                             |
| Passagiere           | 1.000 Passagiere                                                                         |
| Länge                | 97,00 m (318 ft) Zum Vergleich: Der Airbus A380 hat eine Länge von 72,7 m.               |
| Spannweite           | 95,50 m (313 ft)                                                                         |
| Höhe                 | 26,80 m (88 ft)                                                                          |
| Startmasse           | 681 t (1.500.500 lb)                                                                     |
| Reisegeschwindigkeit | 720 km/h in 9.000 m Höhe                                                                 |
| Dienstgipfelhöhe     | 12.200 m                                                                                 |
| Reichweite           | 4.800 km                                                                                 |
| Triebwerke           | 24 × Rolls-Royce Conway Strahltriebwerke mit einem Schub von jeweils 82,4 kN (18.500 lb) |